# Notoernodes inornatus
Notoernodes inornatus är en nattsländeart som beskrevs av Andersen och Kjaerandsen 1997. Notoernodes inornatus ingår i släktet Notoernodes och familjen sandrörsnattsländor. Inga underarter finns listade i Catalogue of Life.